# Ingmar Heller

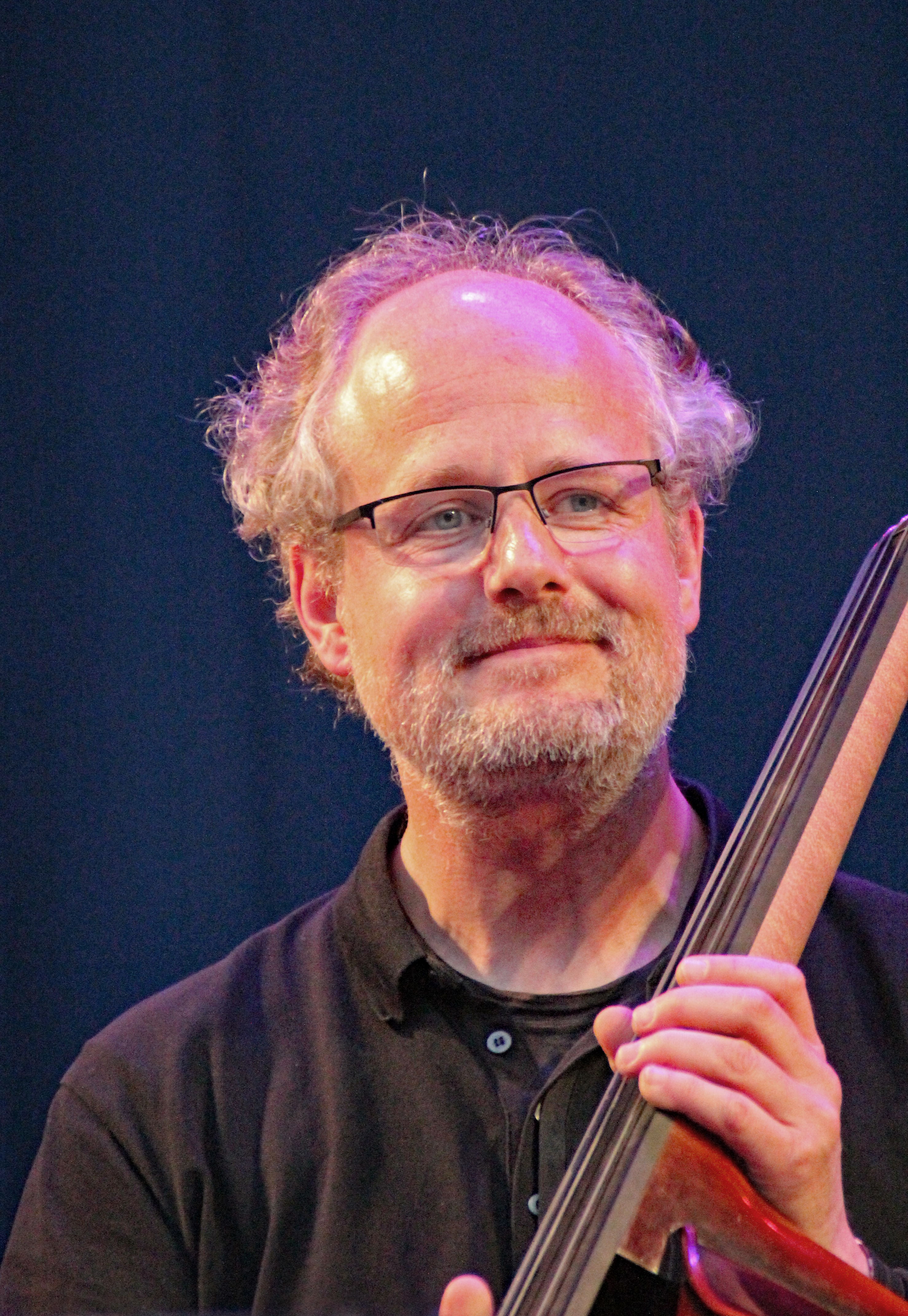
Ingmar Heller 2017 bei Jazz im Palmengarten in Frankfurt

Ingmar Heller (* 1967) ist ein deutscher Jazzbassist.

## Leben und Wirken
Heller spielte zunächst Schlagzeug und Klavier, bevor er sich 1984 dem Bass zuwandte. Er studierte ab 1986 an der Musikhochschule Köln und 1994 bis 1995 am Vermont Jazz Center in den USA. Seit dem Studium arbeitete er als freiberuflicher Musiker.
1994 trat er mit Clark Terry beim Schleswig-Holstein Musikfestival auf. Er tourte mit Peter Herbolzheimer und Johnny Griffin, begleitete Charlie Mariano, Ilona Haberkamp und Kenny Wheeler und nahm Alben mit Rolf Kühn, John Abercrombie, Hazy Osterwald und Hildegard Knef auf. Weitere musikalische Partner waren Arthur Blythe, Michael Brecker, Bob Brookmeyer, Ingrid Jensen, Tony Lakatos, Gerry Mulligan, John Taylor und sein Bruder Paul Heller. Bereits 2004 umfasste seine Diskographie mehr als vierzig Alben.
Seit Oktober 2009 ist Heller Mitglied der NDR Bigband.

## Preise und Auszeichnungen
Heller gewann 1994 den ersten Preis beim Jazzwettbewerb Biberach und bei Jugend jazzt. 

## Diskographische Hinweise
- American Songbook Vol. 2 (Olaf Polziehn Trio feat. Harry Allen)
- Smile mit Günter Bollmann
- Little Songs mit Paul Heller
- Zeitraum mit Peter Bolte
- Sophisticated Swing (Engelbert Wrobel feat. Dan Barret)
- Gonna Go Fishin'  mit Jenny Evans
- Duke Ellington's Sound of Love mit Silvia Droste
- American Songbook (Olaf Polziehn Trio)
- Lilacs and Laughter mit Florian Ross
- 17 Millimeter mit Hildegard Knef
- Delicado mit Engelbert Wrobel, Hazy Osterwald
- Trio mit Peter Bolte
- Together mit Engelbert Wrobel, Hazy Osterwald
- Weave (Achim Kaufmann Trio)
- Kaleidoscope mit Paul Heller
- My Secret Love mit Till Brönner
- A Heart Full of Swing mit Silvia Droste
- Movin' On mit Wolfgang Haffner
- Hymn to Gorbo (Hubert Nuss Quintet)